# 삼백로
삼백로(Sambaek-ro)는 경기도 안성시 삼죽면에서 용인시 처인구 백암면 백암초등학교삼거리를 잇는 10.5km의 도로이다.

## 주요경유지
경기도
- 안성시 (죽산면) - 용인시 (백암면)

## 노선
| 이름               | 접속 노선                        | 소재지 | 소재지 | 소재지 | 비고 |
| ------------------ | -------------------------------- | ------ | ------ | ------ | ---- |
| (이름없음)         | 국가지원지방도 제82호선 (삼죽로) | 안성시 | 죽산면 | 죽산면 |      |
| 덕산교             |                                  | 안성시 | 죽산면 | 죽산면 |      |
| 율곡교             |                                  | 용인시 | 처인구 | 백암면 |      |
| 사천교             |                                  | 용인시 | 처인구 | 백암면 |      |
| 황석고개           |                                  | 용인시 | 처인구 | 백암면 |      |
| 장평교             |                                  | 용인시 | 처인구 | 백암면 |      |
| 강강말고개         |                                  | 용인시 | 처인구 | 백암면 |      |
| 영곡사거리         | 지방도 제318호선 (원설로)        | 용인시 | 처인구 | 백암면 |      |
| 백암교회삼거리     | 근창로                           | 용인시 | 처인구 | 백암면 |      |
| 백암초등학교삼거리 | 지방도 제325호선 (백원로)        | 용인시 | 처인구 | 백암면 |      |